# Европски империјализам
Европски империјализам је проистекао као жеља великих европских сила да својом контролом имају што већи број територија како би дошле до нових извора сировине, јефтине радне снаге и тржишта. Интензивније успостављање европске контроле над осталим народима и континентима почело је у 19. веку, а у некој мери се примећује и данас у процесу глобализације.
Тежња за стварањем империје назива се империјализам. Државе и територије под влашћу империје називане су колоније. Најжешће борбе за колонијалне поседе вођене су на азијском и афричком континенту, у другој половини 19. века. Када би одлучиле да покоре неку територију оне би најпре народ који живи на тој територији прогласиле незрелим за самосталан културни живот, прогласивши га често као опасност за светски мир. Затим би се истицала дужност Европљана да помогну „некултурнима“ у достизању европске културе и цивилизације. Први услов за то било је успостављање пуне европске превласти. Оваква политика великих сила названа је „цивилизаторска мисија“. Империјализам, као највиши стадијум капитализма Америке и Европе, а затим и Азије, потпуно се формирао у годинама 1898—1914. Шпанско-амерички рат (1898), енглеско-бурски рат (1900—1902), руско-јапански рат (1904—1905) и економска криза у Европи 1900 године су главни историјски међаши нове епохе светске историје.

## Стари и нови империјализам
Империјализам је почео још давне 1500. године када су тадашње водеће силе Енглеска, Француска, Холандија, Португалија и Шпанија повеле рат за колоније који је трајао све до 1700. године. Потом је уследила пауза до касне 1800. године јер су Европљани били преокупирани догађајима на европском континенту и у постојећим колонијама (Америчка револуција, Француска револуција, Наполеонови ратови, Индустријска револуција итд.).
Нови империјализам почиње од 1875. године када се обнавља трка за колоније. Изазван је потребама насталим индустријском револуцијом, а то су, пре свега, нова тржишта за производе и нови извори сировина. Наиме, напредак је захтевао нове изворе, нације нису имале довољно извора сировина у својим државама и биле су приморане да их траже да другим местима. Са друге стране, развијене државе су толико производиле да су им била потребна нова тржишта, што све заједно доводи до тога да се државе такмиче за колоније.

## Узроци
Први и основни узрок за ширење империјализма био је национализам - да би повећале своју моћ, државе су почеле да се такмиче за колоније и територију, Европљани су сматрали да су сви остали били 'заостали', а они једини изнад свих (аријевска раса) и да самим тим заслужују туђе територије. Потом следе економске потребе за новим изворима сировина и новим тржиштима, и на крају мисионарски разлози - тежили су да наметну Хришћанство као вероисповест и радили на његовом ширењу. Последица свега овога јесте наметање европског утицаја на економију, политику и друштвени живот људима у колонијама.

## Последице европског империјализма
Велики број Европљана, крајем 19. века је веровао у расну теорију, по којој је бела раса (Аријевци) апсолутно доминантна у односу на друге. Један од познатих дипломата и филозофа оног времена Жозеф Артур Гобино написао је рад „Есеј о неједнакости људских врста“ где је детаљно разрадио расну теорију. Његово учење прихватили су многи учени људи оног времена, а такође његов рад је имао утицај и на будуће генерације Европљана. Почетком 20. века, ово доминантно учење у Европи с краја 19. века, преузео је Адолф Хитлер који је расну мржњу развио и претворио у званичну државну идеологију најјаче европске земље, Немачке. Колику је несрећу по народе који су живели у европским колонијама донело ово „ширење европске цивилизације и културе“ најбоље се види на примеру северно-америчких Индијанаца који су готово у потпуности нестали повлачећи се пред британским досељеницима. Држава белих досељеника настала на тлу Северне Америке је нешто касније и јужно амерички континент прогласила за своју интересну зону настављајући да експлоатише природна богатства и људе који су тамо живели. Чувени амерички писац Марк Твен је једном приликом изјавио, згрожен империјалном политком Сједињених америчких држава, да би Американци уместо звездица које им стоје на застави, требало да ставе лобање како би показали право лице њихове политике.